# Alexsander
Alexsander Christian Gomes da Costa (Rio de Janeiro, 8 de outubro de 2003), mais conhecido apenas como Alexsander, é um futebolista brasileiro que atua como volante no Atlético Mineiro.

## Carreira

### Início
Alexsander nasceu na comunidade da Primavera, em Cavalcanti, bairro da Zona Norte do Rio de Janeiro. Ao juntar-se e inscrever-se com amigos num torneio na comunidade, Alexsander foi bem e foi aconselhado por um amigo a procurar um clube para federar-se. Iniciou então sua trajetória no futsal do Mackenzie aos oito anos de idade, onde em um torneio contra o Fluminense, acabou indo bem e acabou convidado a fazer um teste no clube, onde foi aprovado e entrou aos dez anos.

### Fluminense

#### Base
Alexsander iniciou no futsal do tricolor e passou a iniciar a transição para o campo, onde que treinava de manhã no campo e de tarde ia para o salão, chegando apenas de noite em casa devido a longa distância. Porém, com dificuldades de adaptação, Alexander acabou dispensado no Sub-13. Chegou a fazer testes no Vasco após isso, onde ficou uma semana em avaliação mas não ficou, tendo ido para o Madureira, onde ficou um ano.
Porém, Alexsander queria retornar ao Fluminense em busca de uma nova chance. Então, aceitou voltar para atuar no futsal embora quisesse ser jogador de campo. Foi um dos destaques do Sub-15 e novamente ganhou uma chance no campo, em 2018. Quase acabou dispensado novamente, porém ficou a pedido do técnico Eduardo Torres. A princípio era reserva no time, mas a lesão do volante titular Pedro Rocha, Alexsander estabeleceu-se como absoluto na posição e integrou o elenco campeão Brasileiro Sub-17 de 2020 que ficou conhecido como "Geração dos Sonhos", além de um vice-campeonato da Copa do Brasil. 

#### 2021
O destaque na base levou-o a assinar seu primeiro contrato profissional com o Fluminense em 4 de fevereiro, até janeiro de 2024, com multa de 40 milhões de euros (260 milhões de euros). Em 9 de abril, assinaria outro vínculo até 2026, sendo também integrado a categoria Sub-23.

#### 2022
No início de 2022, foi inscrito no elenco que disputaria a Copinha no início do ano. Apesar de uma estreia discreta contra a Jacuipense (vitória por 1–0), Alexsander despertou o interesse e recebeu sondagens do Grupo City (que havia comprado no ano Kayky e Metinho, seus colegas de equipe) e do Braga. Em setembro, faturou o Campeonato Carioca Sub-20 ao vencer o Flamengo no agregado por 4–2.

### Profissional
Relacionado por Fernando Diniz para o confronto contra o São Paulo em 6 de novembro, Alexsander acabou por fazer sua estreia profissional nessa partida, que o tricolor venceu por 3–1. Entrando como lateral-esquerdo, em um de seus chutes, o goleiro adversário espalmou e serviu como rebote para Germán Cano fazer um dos gols na partida. Também causou a expulsão de Rafinha, além de fazer uma partida sólida na defesa. Além dessa, atuou em outros dois jogos no ano, também como lateral-esquerdo.

#### 2023
Em sua oitava partida pelo Fluminense, marcou seu primeiro gol no profissional foi na goleada de 7–0 sobre o Volta Redonda em 8 de março, na 10ª rodada do Campeonato Carioca, fazendo o terceiro gol após passe de Ganso. Fez também no jogo de volta na final do Campeonato Carioca, onde o Fluminense goleou o Flamengo por 4–1, tirado a vantagem de 2–0 rubro-negra do confronto anterior.
Com atuações consistentes, rapidamente ganhou espaço com Fernando Diniz, atuando tanto como primeiro volante como lateral. Porém, acabou lesionando-se no joelho esquerdo em partida contra o Cruzeiro em 10 de maio. Perto de sua fase final de recuperação, em 13 de junho acabou sofrendo outra lesão e sentindo a coxa direita, que o obrigou retardar seu retorno aos gramados em três meses. Em um balanço, foi analisado que o aproveitamento do time sem Alexsander caia de 78% para 47%, ressaltando sua importância na equipe.
Recuperado totalmente da lesão em agosto, acabou sendo relacionado na partida contra o América Mineiro (vitória 3–1) pelo Brasileiro oito dias depois, mas não entrou. Entraria apenas na reta final do jogo seguinte contra o Olimpia pelas quartas da Libertadores, vencido por 3–1. Integrou o elenco campeão da Libertadores pelo Fluminense, a primeira da história do clube carioca, ao bater o Boca Juniors por 2–1 no Maracanã.
Em dezembro, foi listado pelo CIES como uma das principais promessas Sub-21 do mundo figurando em sexto lugar. Terminou a temporada com 36 jogos disputados.

#### 2024
Em abril de 2024, Alexsander foi afastado do Flu por atos de indisciplina, cometidos na concentração do jogo contra o Vasco da Gama, juntamente com John Kennedy, Arthur e Kauã Elias, onde o quarteto convidou mulheres para a concentração e também organizou uma festa considerada "fora do tom" dentro da concentração. A movimentação incomodou alguns presentes ao local e um funcionário do hotel denunciou a movimentação para o Fluminense. No dia 30 de abril, Alexsander foi reintegrado ao grupo.

### Al-Ahli
No dia 18 de agosto, o Fluminense acertou a venda de Alexsander por 9 milhões de euros (cerca de 54 milhões de reais) ao Al-Ahli, da Arábia Saudita. O clube saudita vai adquiriu 85% dos direitos econômicos do jogador, com o Fluminense permanecendo com os 15% restantes.
No dia 20 de agosto, foi anunciado pelo Al-Ahli como novo reforço do clube.
Alexsander fez sua estreia pelo clube árabe no dia 23 de agosto. Entrou aos 18 minutos do segundo tempo, no lugar do meio-campista Ziyad Aljohani, na vitória do Al-Ahli frente ao Al-Orobah por 2–0, no King Abdullah Sports City, em partida válida pela primeira rodada da Saudi Pro League.

### Atlético Mineiro
Em 30 de julho de 2025, o Atlético Mineiro anunciou a contratação de Alexsander. O jogador teve os direitos adquiridos pelo Galo por 5,5 milhões de euros (cerca de R$ 35,2 milhões). Aelxsander assinou contrato com o Atlético até dezembro de 2029 e assumiu a camisa 5 do elenco.

## Seleção Brasileira

### Sub-18
Foi convocado duas vezes para a categoria: no início e em setembro de 2021.

### Sub-20
Integrou o elenco campeão do Torneio Espírito Santo, em junho de 2023, sendo titular em dois dos três jogos do torneio. Também foi um dos convocados para Sul-Americano Sub-20 no mesmo ano, onde sagrou-se campeão ao bater o Uruguai por 2–0. Alexsander atuou em oito partidas do torneio e foi um dos destaques da Canarinho, atuando como meio-campista mais adiantado.

### Sub-23
Em 3 de setembro, foi convocado por Ramon Menezes para o lugar de Danilo, lesionado, no amistoso contra a Seleção de Marrocos.
Alexsander foi um dos convocados para disputar o Torneio Pré-Olímpico de 2024, visando a classificação para o Jogos Olímpicos de Paris. Em 2 de fevereiro, Alexsander entrou no segundo tempo e fez o gol do Brasil na derrota por 3–1 para a Venezuela na última rodada da fase de grupos.

## Estilo de jogo
Alexsander tem como características destacadas o controle de bola, aproximação, rápida reação na perda da bola para visando recuperá-la e dinamismo de jogo. Também destaca-se pela versatilidade, atuando tanto como primeiro e segundo volante, além de lateral-esquerdo, posição em que iniciou na base.

## Estatísticas

### Seleção Brasileira
Abaixo estão listados todos jogos e gols do futebolista pela Seleção Brasileira, desde as categorias de base. Abaixo da tabela, clique em expandir para ver a lista detalhada dos jogos de acordo com a categoria selecionada. 

#### Sub-20
| Ano   |       |      |         |
| Ano   | Jogos | Gols | Assist. |
| ----- | ----- | ---- | ------- |
| 2023  | 8     | 0    | 1       |
| Total | 8     | 0    | 1       |

|    | Data                    | Local                                             | Resultado | Adversário | Gols | Competição                      |
| -- | ----------------------- | ------------------------------------------------- | --------- | ---------- | ---- | ------------------------------- |
| 1. | 19 de janeiro de 2023   | Estádio Olímpico Pascual Guerrero, Cali, Colômbia | 3–0       | Peru       | 0    | Campeonato Sul-Americano Sub-20 |
| 2. | 23 de janeiro de 2023   | Estádio Olímpico Pascual Guerrero, Cali, Colômbia | 3–1       | Argentina  | 0    | Campeonato Sul-Americano Sub-20 |
| 3. | 25 de janeiro de 2023   | Estádio Olímpico Pascual Guerrero, Cali, Colômbia | 1–1       | Colômbia   | 0    | Campeonato Sul-Americano Sub-20 |
| 4. | 31 de janeiro de 2023   | Estádio El Campín, Bogotá, Colômbia               | 3–1       | Paraguai   | 0    | Campeonato Sul-Americano Sub-20 |
| 5. | 3 de fevereiro de 2023  | Estádio Metropolitano de Techo, Bogotá, Colômbia  | 3–0       | Venezuela  | 0    | Campeonato Sul-Americano Sub-20 |
| 6. | 6 de fevereiro de 2023  | Estádio El Campín, Bogotá, Colômbia               | 2–0       | Paraguai   | 0    | Campeonato Sul-Americano Sub-20 |
| 7. | 9 de fevereiro de 2023  | Estádio El Campín, Bogotá, Colômbia               | 0–0       | Colômbia   | 0    | Campeonato Sul-Americano Sub-20 |
| 8. | 12 de fevereiro de 2023 | Estádio El Campín, Bogotá, Colômbia               | 2–0       | Uruguai    | 0    | Campeonato Sul-Americano Sub-20 |

#### Sub-23
| Ano   |       |      |         |
| Ano   | Jogos | Gols | Assist. |
| ----- | ----- | ---- | ------- |
| 2023  | 2     | 0    | 0       |
| 2024  | 6     | 1    | 0       |
| Total | 8     | 1    | 0       |

|    | Data                    | Local                                       | Resultado | Adversário | Gols | Competição                         |
| -- | ----------------------- | ------------------------------------------- | --------- | ---------- | ---- | ---------------------------------- |
| 1. | 7 de setembro de 2023   | Complexo Desportivo de Fez, Fez, Marrocos   | 0–1       | Marrocos   | 0    | Amistoso                           |
| 2. | 23 de janeiro de 2024   | Estádio Brígido Iriarte, Caracas, Venezuela | 0–1       | Bolívia    | 0    | Torneio Pré-Olímpico Sul-Americano |
| 3. | 26 de janeiro de 2024   | Estádio Brígido Iriarte, Caracas, Venezuela | 2–0       | Colômbia   | 0    | Torneio Pré-Olímpico Sul-Americano |
| 4. | 29 de janeiro de 2024   | Estádio Brígido Iriarte, Caracas, Venezuela | 2–1       | Equador    | 0    | Torneio Pré-Olímpico Sul-Americano |
| 5. | 1 de fevereiro de 2024  | Estádio Brígido Iriarte, Caracas, Venezuela | 3–1       | Venezuela  | 1    | Torneio Pré-Olímpico Sul-Americano |
| 6. | 5 de fevereiro de 2024  | Estádio Brígido Iriarte, Caracas, Venezuela | 0–1       | Paraguai   | 0    | Torneio Pré-Olímpico Sul-Americano |
| 7. | 8 de fevereiro de 2024  | Estádio Brígido Iriarte, Caracas, Venezuela | 1–2       | Venezuela  | 0    | Torneio Pré-Olímpico Sul-Americano |
| 8. | 11 de fevereiro de 2024 | Estádio Brígido Iriarte, Caracas, Venezuela | 0–1       | Argentina  | 0    | Torneio Pré-Olímpico Sul-Americano |

## Títulos

### Base
Fluminense
- Campeonato Brasileiro Sub-17: 2020
- Campeonato Carioca Sub-20: 2021, 2022

### Profissional
Fluminense
- Taça Guanabara: 2023
- Campeonato Carioca: 2023
- Copa Libertadores da América: 2023
- Recopa Sul-Americana: 2024

Al-Ahli
- Liga dos Campeões da AFC: 2024–25

Seleção Brasileira Sub-20
- Campeonato Sul-Americano Sub-20: 2023